# Hoketus
In muziek is een hoketus of hoquetus een ritmische lineaire techniek die de afwisseling van tonen, toonhoogten of akkoorden gebruikt. Dit in tegenstelling tot de afwisseling van frases, ofwel de antifonie. In de middeleeuwse praktijk van de hoketus beweegt de melodie (soms snel) heen en weer tussen twee of meer stemmen, op zo'n manier dat de ene stem stil is waar de andere beweegt, en vice versa.
In de Europese muziek komt de hoketus voornamelijk voor in vocale werken uit de 13e eeuw en de vroege 14e eeuw. Het was een karakteristiek van de Notre Dame School gedurende de Ars Antiqua, waarin voornamelijk geestelijke muziek voorkwam. In de 14e eeuw werd de techniek echter meer toegepast in de wereldlijke, seculiere vocale muziek.

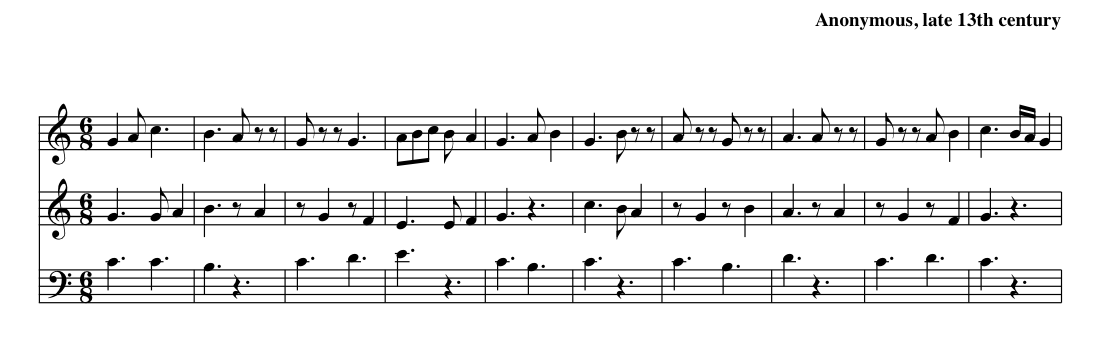
Voorbeeld van een hoketus (In seculum d'Amiens longum), Frans, eind 13e eeuw. Let op de snelle afwisseling van de gezongen noten en rusten, tussen de twee bovenstemmen. Hoewel dit voorbeeld tekstloos is werd de hoketus meest gezongen op een klinker-consonant.

De hoketus heeft zijn oorsprong in de middeleeuwse Franse motetten, maar wordt ook gebruikt in hedendaagse muziek, zoals in het stuk Hoketus van Louis Andriessen, in popmuziek, funk, en in stereo-panningeffecten. In Indonesische gamelanmuziek komt de hoketus voor in de vorm van afwisselende patronen tussen twee instrumenten ('imbal' genoemd op het eiland  Java) en Kotekan op Bali). Daarnaast ook in panfluitmuziek uit de Andes (twee sets met pijpen die afwisselend bespeeld worden) en in de Afrikaanse muziek van culturen als de  Ba-Benzélé (weergegeven in Herbie Hancocks Watermelon Man), in Mbuti, Basarwa (Khoisan), en de Gogo-cultuur (Tanzania).